# HP Prime

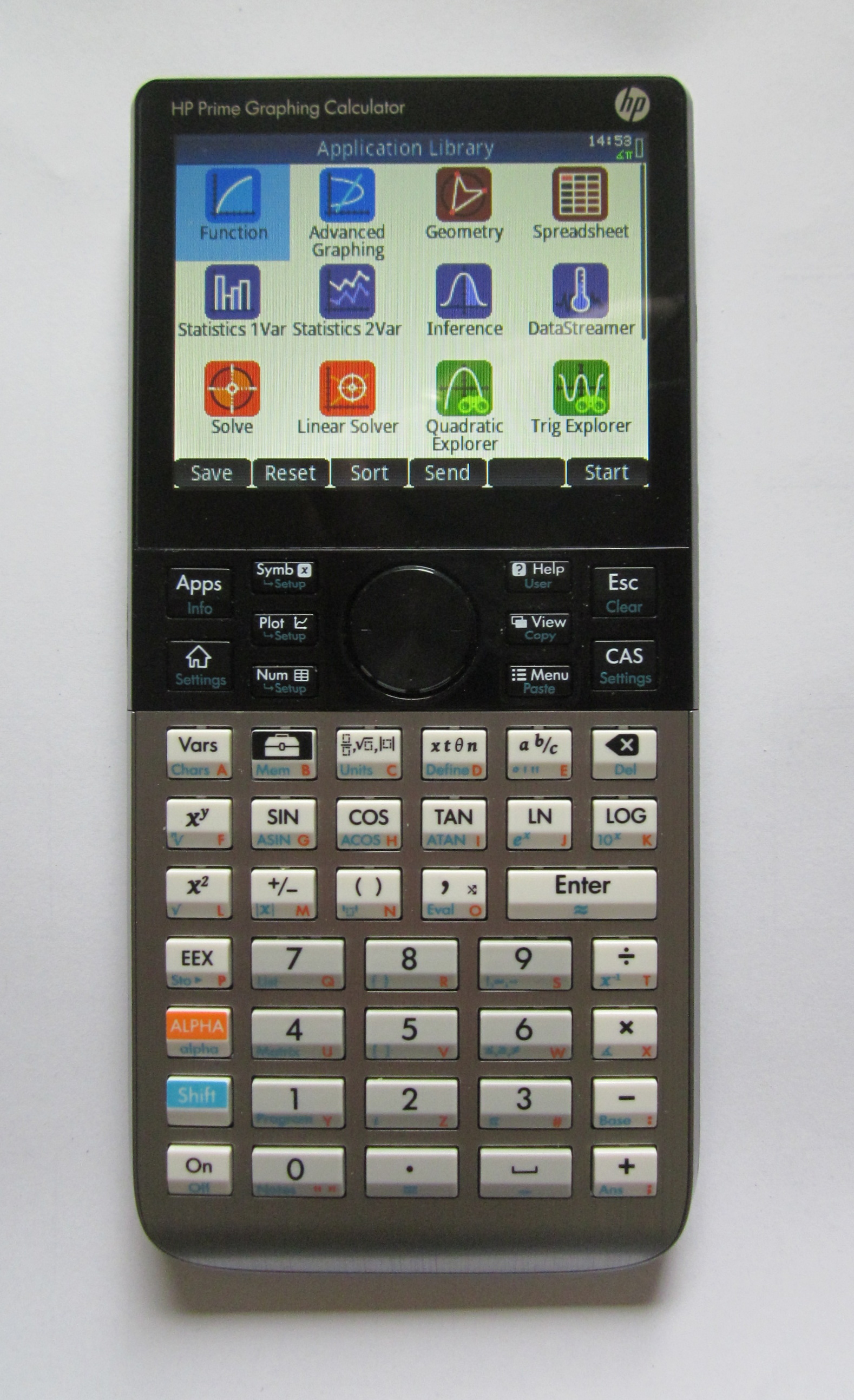
Le menu des applications sur la HP Prime.

La HP Prime est une calculatrice graphique programmable à écran tactile couleur du fabricant américain Hewlett-Packard (HP).
La HP Prime a été présentée en 2013 comme le successeur de la famille HP48/HP49G/HP50G, même si pour la partie logicielle elle constitue une évolution du modèle HP 39gII.
La version matérielle initiale A (NW280AA) a été suivie de la version matérielle C (G8X92AA) en 2014, puis de la version matérielle D (2AP18AA) en 2018. La version D du matériel est dotée d'une plus grande batterie, d'un processeur plus rapide, d'une mémoire vive et d'un stockage flash plus importants. Les calculatrices dotées de ce matériel sont appelées G2.
La HP Prime se distingue par des caractéristiques familières aux smartphones, telles que l'écran tactile et les applications. En plus d'un mode numérique standard, la calculatrice contient un système de calcul formel. Il est possible de passer rapidement d'un mode à l'autre et d'échanger des variables entre les environnements.
Le principal débouché des calculatrices graphiques programmables étant désormais le marché de l’éducation, la HP Prime est dotée d’un mode examen qui permet de restreindre temporairement ses fonctionnalités.

## Matériel
La calculatrice mesure 18,23 cm × 8,58 cm, pour une épaisseur de 1,39 cm et un poids de 228 grammes. Elle est alimentée par une batterie lithium-ion de 1500mAh (2000mAh sur les versions D) identique à celle des smartphones Samsung S3,, ce qui en facilite le remplacement. La recharge s’effectue via le port micro-USB.
L'interface USB est également utilisée pour la communication avec les ordinateurs, par exemple pour le transfert de programmes ou la mise à jour du firmware.

### Processeur
Les versions matérielles A à C utilisent un processeur ARM Samsung (cœur ARM9, 32 bits) cadencé à 400 MHz. La mémoire vive possède une capacité de 32 MiB, tandis que le stockage est assuré par une mémoire flash de 256 MiB.
La version matérielle D (référence produit 2AP18AA), apparue mi-2018, est équipée d'un processeur NXP i.MX 6ULL fonctionnant à 528 MHz, avec un cœur Cortex-A7. La mémoire vive a été augmentée à 256 MiB et la mémoire flash a été étendue à 512 MiB. L'appellation commerciale de cette version est G2. Les calculatrices G2 sont 2,5 à 3 fois plus rapides que les versions antérieures.
Le système d'exploitation sous-jacent est Besta pour la version G1 , tandis que la G2 s'appuie sur FreeRTOS.

### Connectivité
À partir de la version C du matériel, le HP Prime Wireless Kit (référence FOK65AA), qui peut être acheté séparément, permet une connexion WiFi. Son utilisation type est d'assurer des échanges de données entre le PC du professeur et jusqu'à 30 calculatrices.
Il est en outre possible de connecter un capteur de mesures physiques auquel on accède au moyen d'une application. À partir de cette version, la connectivité directe d'appareil à appareil avec USB OTG et le streaming des données de mesure en provenance d'un maximum de 4 capteurs via le HP StreamSmart 410 (NW278AA) sont pris en charge.

### Écran et clavier
La HP Prime est dotée d'un écran tactile couleur de 3,5 pouces multipoints d'une résolution de 320 × 240 pixels qui peut être utilisé par contrôle gestuel, comme sur un smartphone. L'écran est un écran 24 bits qui fonctionne en mode 16 bits. 
Sous l'écran se trouve un pavé directionnel circulaire, ainsi qu'un clavier alphanumérique dont chaque touche assure jusqu’à 3 fonctions grâce aux deux touches bascules Shift et Alpha. D'autres fonctions sont accessibles via les menus cliquables affichés à l'écran.

## Interface

### Logique d'entrée
La calculatrice prend en charge trois logiques d'entrée différentes : la notation algébrique commune, une notation similaire à la notation mathématique, appelée notation textuelle par HP, et la notation polonaise inversée (RPN) traditionnelle chez HP.

### Interface tactile
La plupart des fonctions sont accessibles, au choix de l'utilisateur, via les touches de clavier ou via des menus tactiles.
De nombreuses possibilités sont offertes telles que, en mode de tracé de fonctions, le zoom / dézoom avec deux doigts, la puissance disponible permettant une mise à jour fluide du tracé.

## Mode examen
La HP Prime peut être mise dans un mode spécial pour être utilisée lors d'examens. Dans ce mode certaines fonctions, telles que le calcul formel et la programmabilité, sont désactivées. Il ne peut être quitté qu'après un intervalle de temps prédéterminé, en branchant la calculatrice sur un ordinateur ou une alimentation externe, ou encore en entrant un mot de passe. L'état d'activation du mode examen est signalé par un motif de LED allumées à l'arrière de la calculatrice et peut donc être contrôlé à distance par les enseignants et surveillants.
Il existe plusieurs Modes examens accessibles via les paramètres mode examen, comme le mode examen de base, qui est le seul à être validé par l’enseignement français. Il est également possible de créer son propre mode examen personnalisé. Ces paramètres nous laissent le choix de masquer, garder, supprimer ou garder et restaurer la mémoire.
Les restrictions sont paramétrables selon les pays, chaque ministère de l’éducation ayant édicté ses règles. Par exemple le système de calcul formel est interdit aux Pays-Bas alors qu'il est autorisé en France.
C’est pour assurer la fiabilité du mode examen que le système d’exploitation a été verrouillé par le constructeur.

## Système de calcul formel

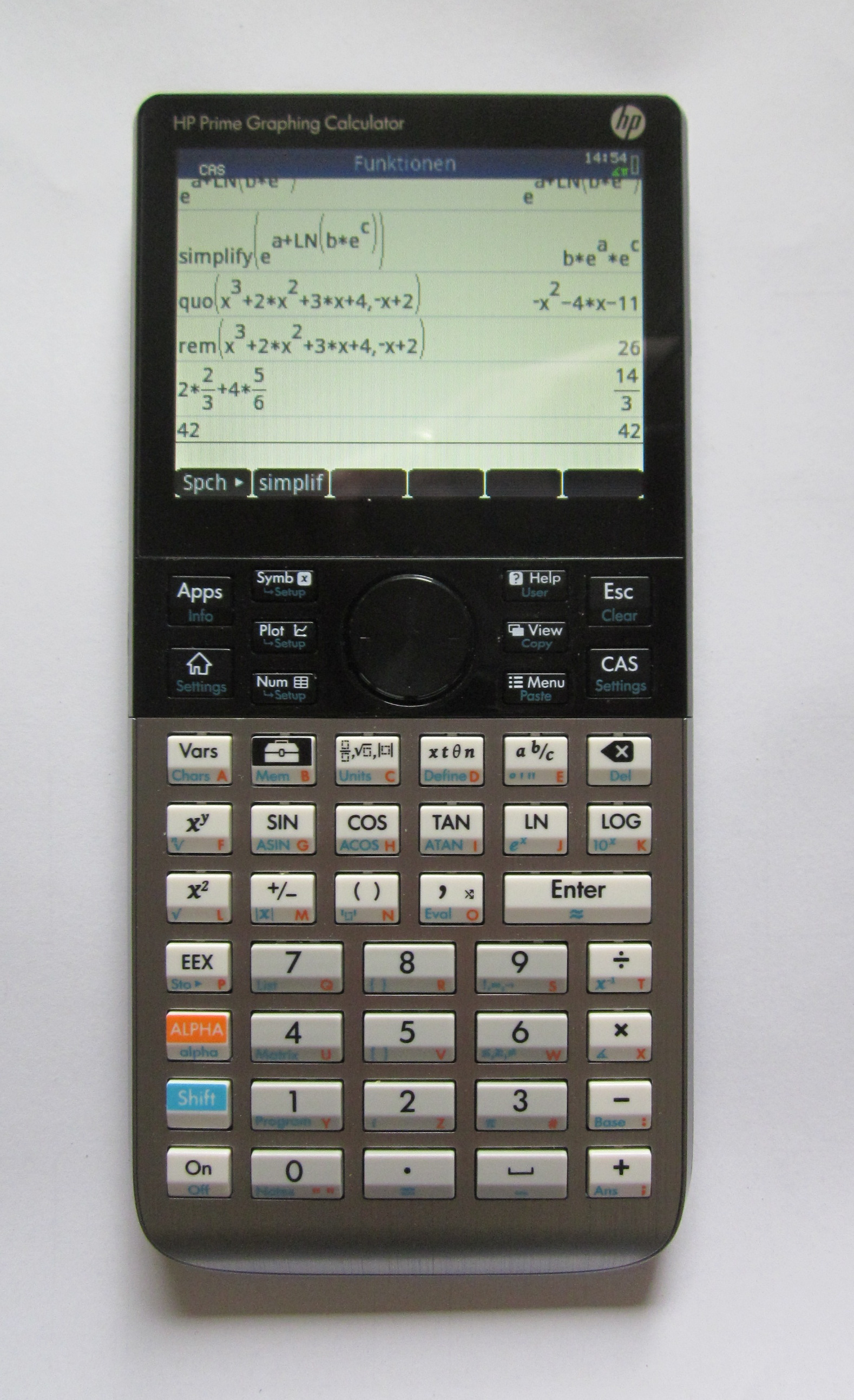
Système de calcul formel (CAS) de la HP Prime en cours d'utilisation.

La HP Prime dispose du moteur de calcul formel giac/xcas développé par Bernard Parisse de l'Institut Joseph Fourier (Université de Grenoble). Il est accessible via la touche CAS du clavier de la calculatrice. La version 1.5 est utilisée.

## Programmation
La calculatrice se programme dans un nouveau langage de type Pascal, HP PPL (pour HP Prime Programmation Language, également appelé HP BASIC) qui permet à l’utilisateur de développer ses propres applications, des fonctions personnalisées et des programmes accessibles via le catalogue de programmes. Ce langage diverge fondamentalement du RPL utilisé pour la famille HP48/HP49/HP50.
Depuis mai 2021, un environnement Python est également disponible.

## Émulateur
Un émulateur de la HP Prime est officiellement disponible en versions gratuites et payantes pour les 3 systèmes d’exploitation Android (Google Play), iOS (Apple App Store) et MS Windows (Microsoft Store). Il existe également une version MacOS et une version Linux,.

## Marketing et ventes
La carrière commerciale de la HP Prime souffre de la disparition de la division calculatrices de HP, les calculatrices étant désormais rattachées aux "accessoires", et du manque d’ambition commerciale qui en résulte. 
En Europe, par exemple, la calculatrice est absente des principaux réseaux de distribution physiques de matériel électronique (Saturn-Mediamarkt, Fnac-Darty, etc), de la grande distribution et des commerces indépendants (librairies/papeteries...). 
Les seuls distributeurs locaux semblent être LDLC en France et Calcuso en Allemagne. Même le lien d’achat présent sur la boutique HP ne fonctionne pas.
Les principaux concurrents à l'heure actuelle (2021) se trouvent chez Numworks, Texas Instruments et Casio.

## Communauté d'utilisateurs
La base d'utilisateurs avancés ayant historiquement joué, chez HP, un rôle important en matière d'évaluation des performances et d'amélioration des produits, plusieurs sites et forums indépendants du constructeur font vivre la communauté d'utilisateurs :
- en français, tiplanet.org publie les analyses de performance et de fonctionnalités les plus poussées ;
- en anglais, HHC (HP Handheld Conference) organise des événements autour des calculatrices et hpcalc.org est le principal répertoire de documentation et de programmes tiers.

La communauté d'utilisateurs est moins active que sur les machines précédentes en raison :
- du changement de public, les utilisateurs professionnels ayant disparu au profit des lycéens ;
- de la rupture de compatibilité avec les machines précédentes HP48/49/50 à base de Saturn (réel ou émulé) et RPL ;
- du verrouillage des couches basses de l'OS qu'impose le mode examen.

Il existe toutefois un noyau dur de hobbyistes qui interagissent sur les forums avec l'équipe de développement HP.